# Oursinade

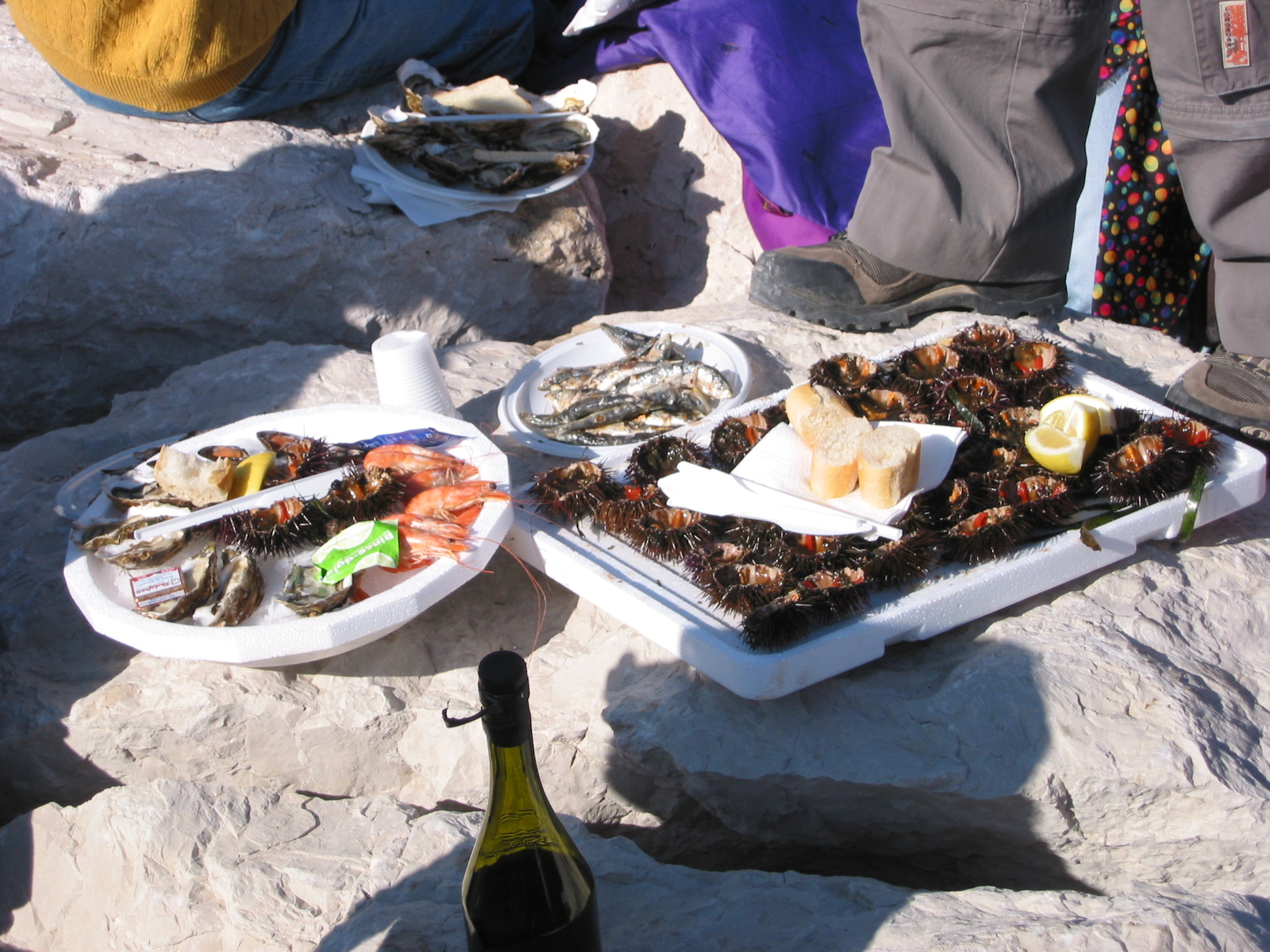
Dégustation des oursins en Provence.

Une oursinade (de l'occitan orsinada) désigne la dégustation d'oursins.

## Description

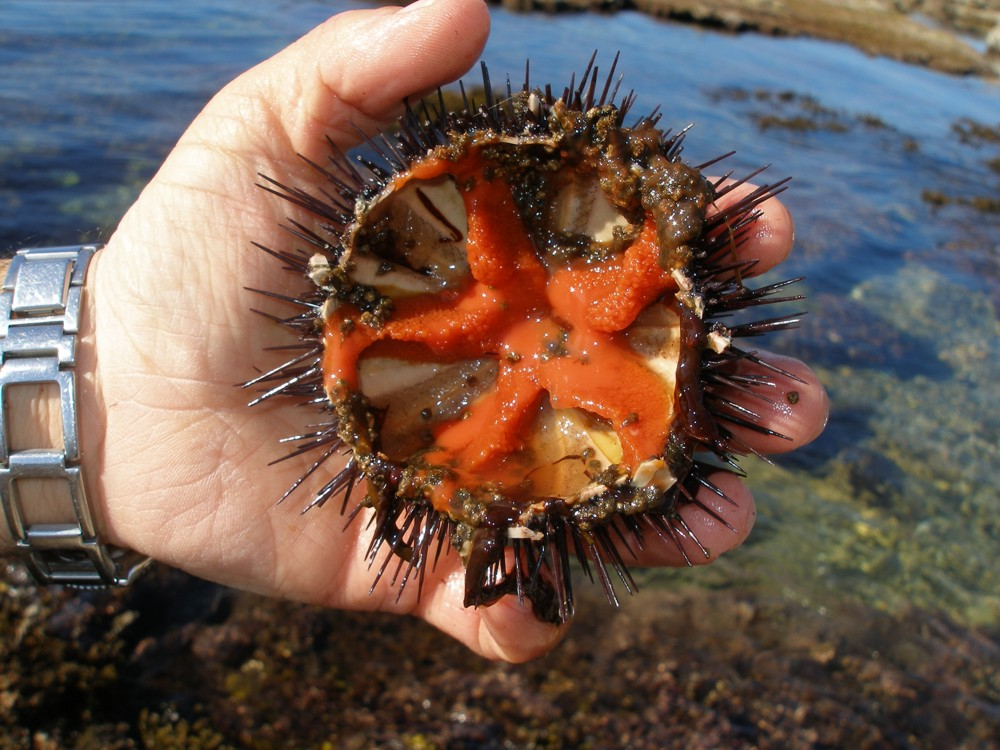
Gonades d'oursin pris en Sardaigne, prêtes à être consommées.

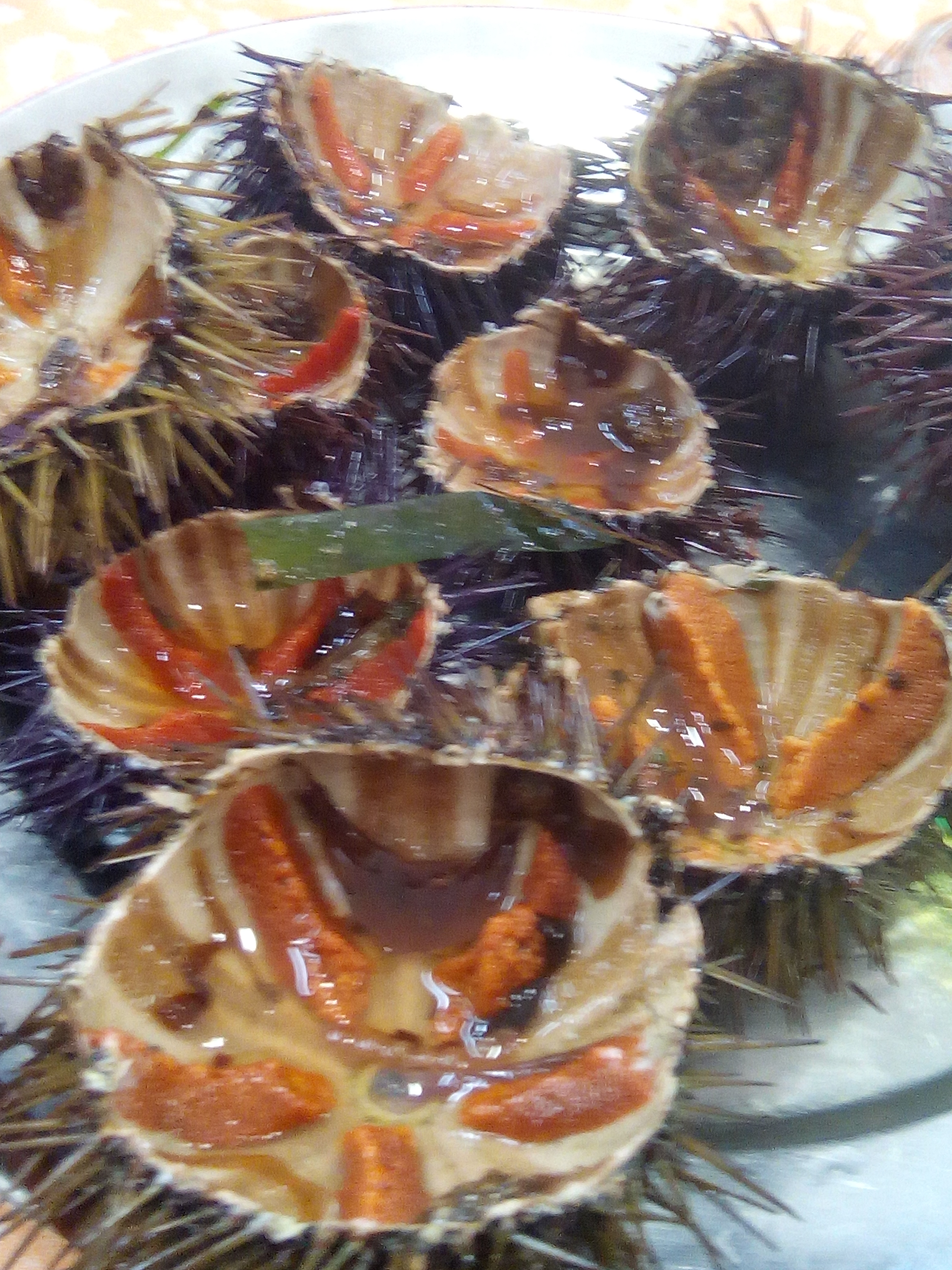
Les oursins servis dans un restaurant sicilien

L'« oursinade » désigne à la fois le fait de consommer des oursins et une festivité culinaire traditionnelle du Sud de la France impliquant la consommation de ces animaux (exemple dans l'illustration : les oursinades de Carry-le-Rouet, Bouches-du-Rhône). Celles-ci ont traditionnellement lieu sur les côtes méditerranéennes en début d'année (entre février et mai), avant les restrictions estivales de la récolte des oursins,. Elles sont souvent l'occasion d'une dégustation conviviale en plein air, regroupant régulièrement tout un village (le sud-est étant à cette période peuplée presque uniquement de ses résidents permanents). Les oursinades les plus réputées sont celles de Sausset-les-Pins, Carry-le-Rouet et Fos sur Mer, qui sont l'occasion de festivités prisées.
Le corail (appareil reproducteur) des oursins préalablement préparés est le plus souvent consommé cru sur du pain, parfois accompagné d'une goutte de jus de citron et d'une tartine de beurre. Il est parfois ajouté en fin de cuisson dans une soupe de poisson, une sauce à la crème ou sur des œufs à la coque, pour en relever le goût.

### Autres modes de consommation

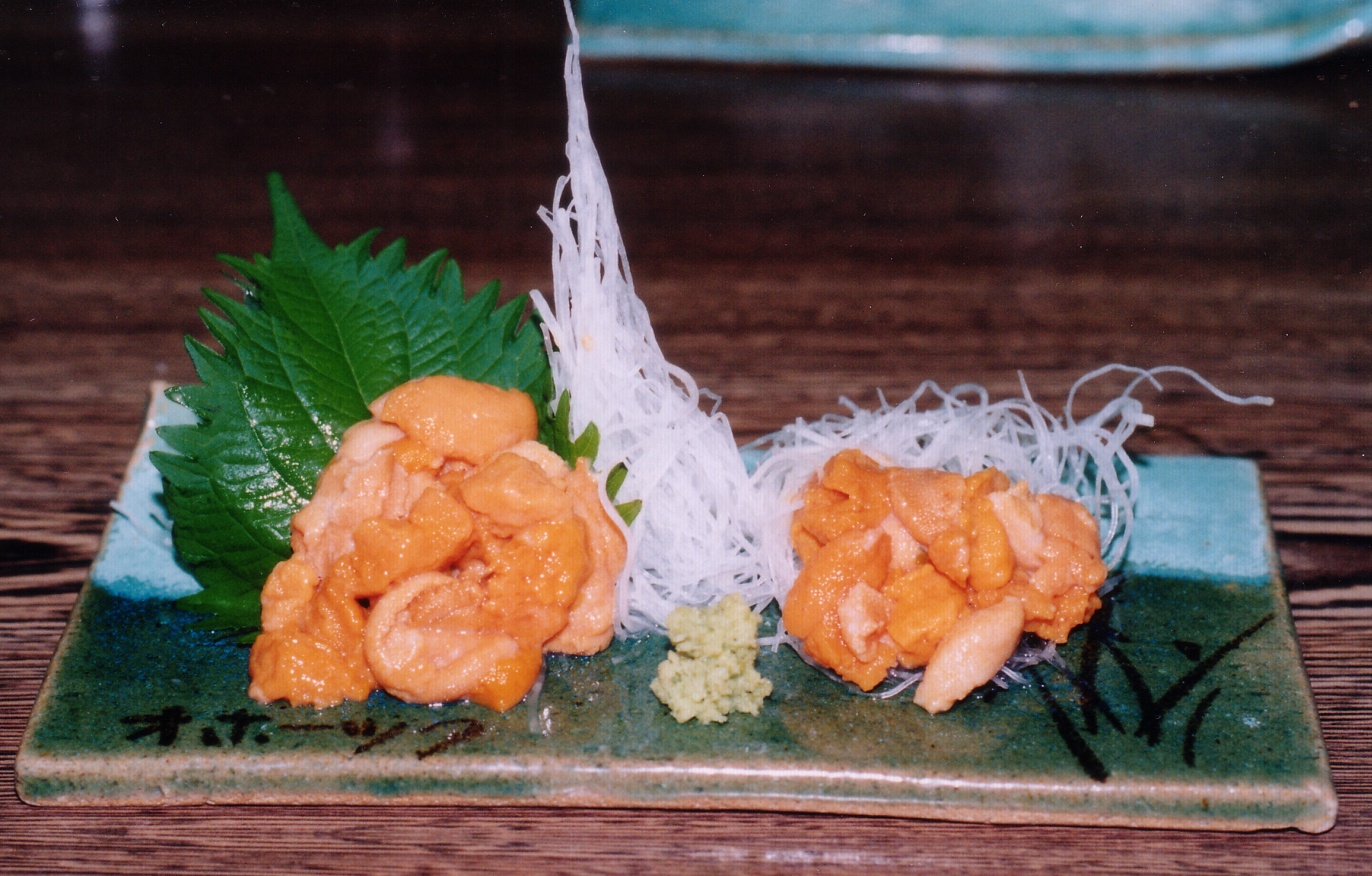
Corail d'oursins en sashimi au Japon.

Les oursins sont aussi disponibles dans les poissonneries et restaurants de fruits de mer de plusieurs grandes villes françaises. Leur valeur marchande peut varier fortement entre la zone de production et celle de consommation : par exemple, en 2007, les oursins violets se trouvaient à 6 euros la douzaine à Toulon, et 58 euros le kilogramme à Paris, soit environ 6 euros l'unité. Les oursins violets sont cependant peu représentés dans les poissonneries parisiennes, car ils supportent moins bien le voyage que leurs cousins atlantiques.
En Sicile, on assaisonne parfois les pâtes avec du corail d'oursin.
Aux Antilles, plusieurs espèces sont consommées en « blaff d'oursins » (chadron blanc, oursin variable...). À La Réunion, c'est l'oursin-tortue qu'on cuisine, cru ou en carry avec du massalé.
Au Japon, le corail d'oursins est consommé en sushi et sashimi, cru ou séché à l'alun (ce qui le rend plus ferme).
Le corail d'oursin est également commercialisé en conserve, pasteurisé au naturel. Ce nouveau mode de commercialisation, à un prix plus abordable que l'oursin frais, serait une innovation d'une entreprise espagnole de Santander, fournisseur des marques de luxe Kaspia et Kaviari.
Le même terme d'« oursinade » peut aussi désigner une sauce à base de corail d'oursins qui accompagne généralement un plat de poisson.

### Goût
À l'instar des huîtres, les qualités organoleptiques des oursins ont leurs admirateurs comme leurs détracteurs.
Le goût des oursins est fortement marin, salé et iodé ; certains y décèlent également des nuances sucrées, ainsi que des goûts d'agrumes ou de noisettes. Selon le chef Pierre Gagnaire, « La saveur de l’oursin ne s’offre pas au premier venu, elle s’apprivoise. Elle est d’une complexité inouïe, à la fois amère et sucrée, radicalement marine et légèrement fumée, avec des goûts de noisette, de miel et même de sang ! La texture est crémeuse et fugace. C’est une sensation extrême, presque sexuelle. »

### Nutrition et santé
Bien que constituées essentiellement d'eau, les gonades d'oursins constituent un aliment relativement nutritif, notamment en matière de protéines et minéraux, et pauvre en sucre et en graisses (quoique les espèces d'eaux froides puissent être plus grasses). 100 grammes de corail d'oursins apportent environ selon les espèces entre 120 et 150 Kcal pour 13 g de protéines, 3 g de lipides et 3 g de glucides.
Ils apportent également de l'iode, du zinc, de la vitamine A et des Oméga-3,.
Le corail d'oursin contient aussi de petites quantités d'une anandamide cannabinoïde appelée arachidonoylethanolamide (AEA), qui a un effet euphorisant quand il est consommé en quantités suffisantes.
Tous les oursins ne sont pas comestibles : dans certaines espèces on ne trouvera presque rien à manger, d'autres ont un goût amer (comme l'oursin noir, qui ressemble beaucoup à l'oursin violet) et d'autres encore pourraient être toxiques dans certaines régions du monde (mais pas en France métropolitaine). Comme pour les champignons, il convient donc de bien identifier la nature de la récolte avant toute consommation, mais aussi de s'assurer de sa fraîcheur comme pour tous les fruits de mer. De même, il est fortement déconseillé de consommer des oursins récoltés dans des endroits pollués, comme les ports.

## Récolte et préparation
Les espèces les plus consommées en France métropolitaine sont Paracentrotus lividus (« oursin violet », de loin le plus consommé) et Sphaerechinus granularis (« oursin granuleux ») en Méditerranée, et Echinus esculentus (« oursin comestible »), Strongylocentrotus droebachiensis (« oursin commun ») ou Psammechinus miliaris (« oursin grimpeur ») sur les côtes Atlantiques.
Les espèces comestibles sont récoltées manuellement, à l'aide d'une courte pique, d'un crochet ou d'un simple couteau, mais aussi à la « radasse » (amas de filets) ou au « gangui » (nasse de 2 m d’ouverture). Lors de l'ouverture, les plus longues épines de l'oursin sont brisés pour éviter les blessures. Le test est découpé à mi-hauteur ou plus précisément au tiers inférieur (le corail étant disposé dans les deux tiers supérieurs). L'instrument le plus communément utilisé pour ouvrir l'oursin est le ciseau ou une pince ajourée appelée « goulindion » par les pêcheurs méditerranéens et " u gulinaghju" en Corse. Les parties comestibles de l'oursin sont les cinq glandes sexuelles, mâles ou femelles, les gonades appelées communément « corail ». Pour y avoir accès, la mâchoire et l'appareil digestif sont retirés, et la coquille rincée (les gonades sont normalement bien accrochées, contrairement aux autres organes). Suivant les espèces et la saison, le corail est plus ou moins aggloméré et sa couleur va de d'orange vif à rouge sombre chez la femelle, et crème chez le mâle,.

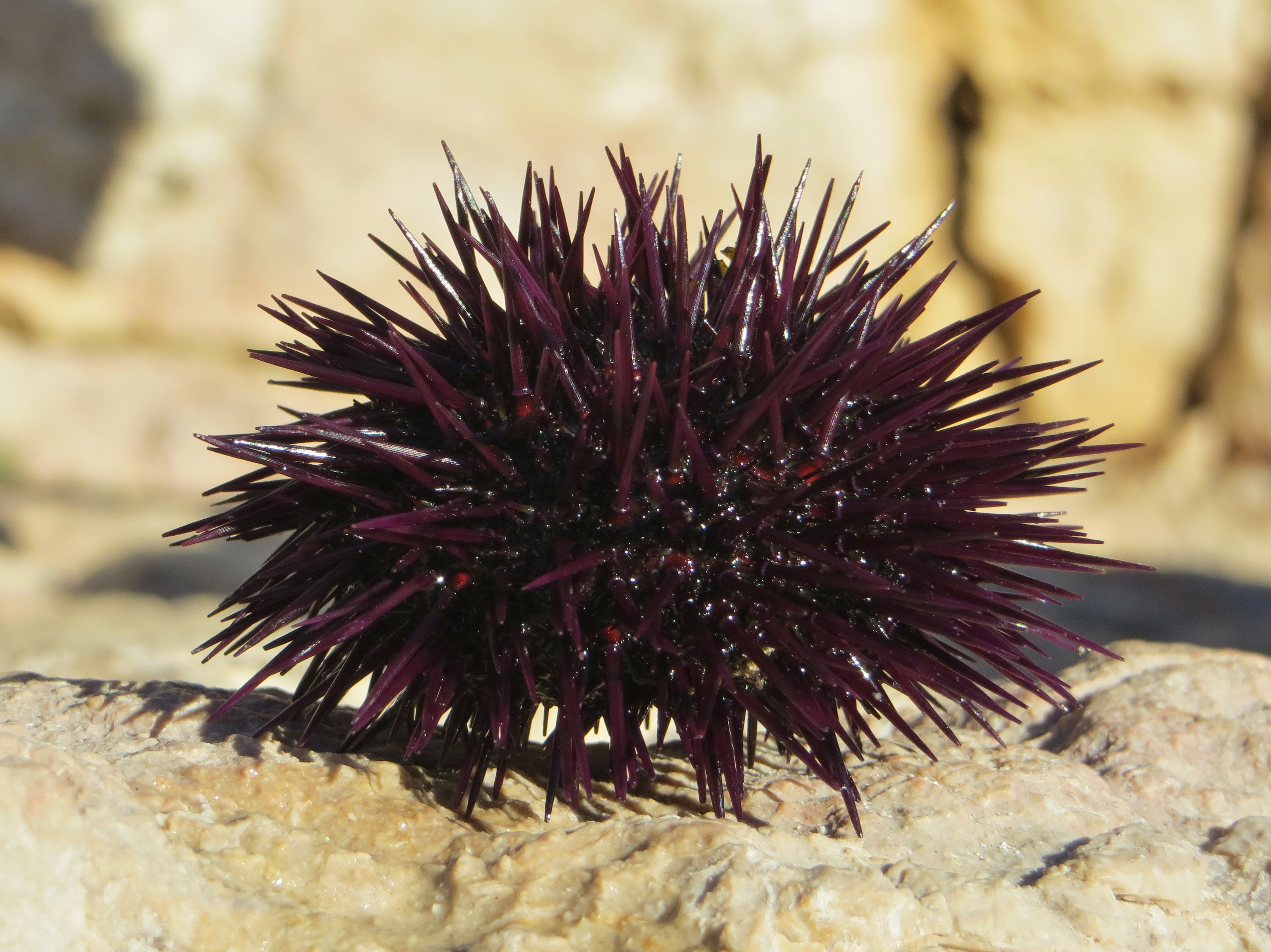
sur les côtes de Méditerranée, l'oursin le plus consommé est l'oursin violet (Paracentrotus lividus).
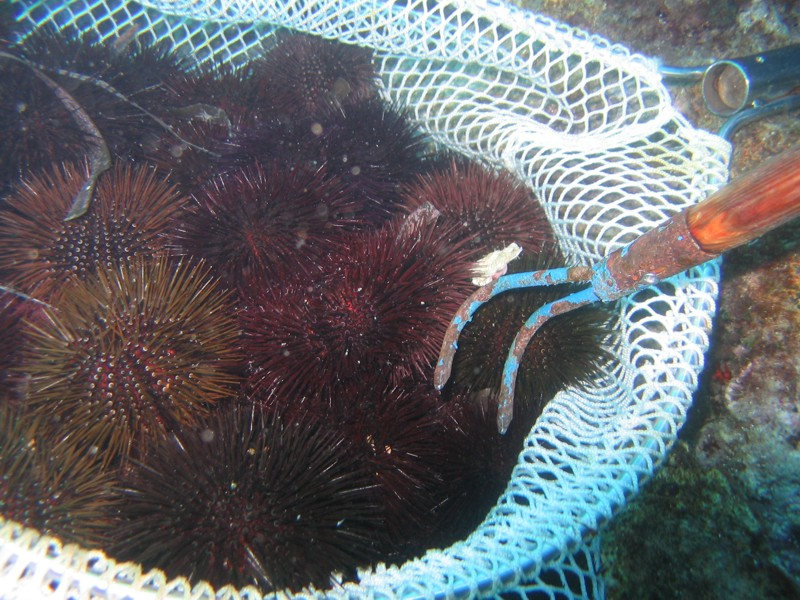
Récolte d'oursins violets.
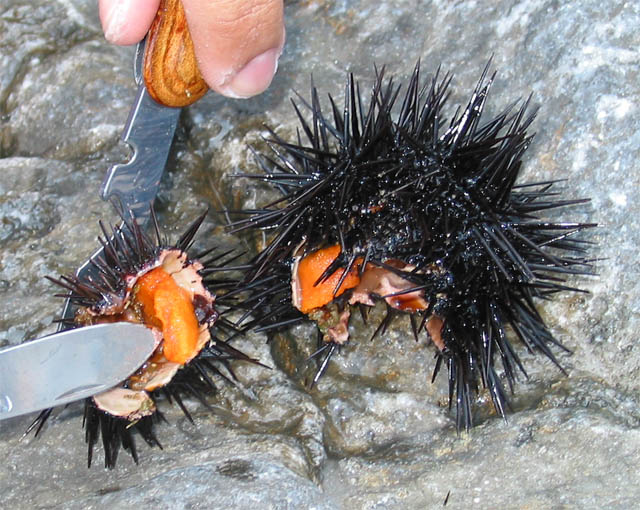
Détail des gonades d'un oursin prêt à la consommation.
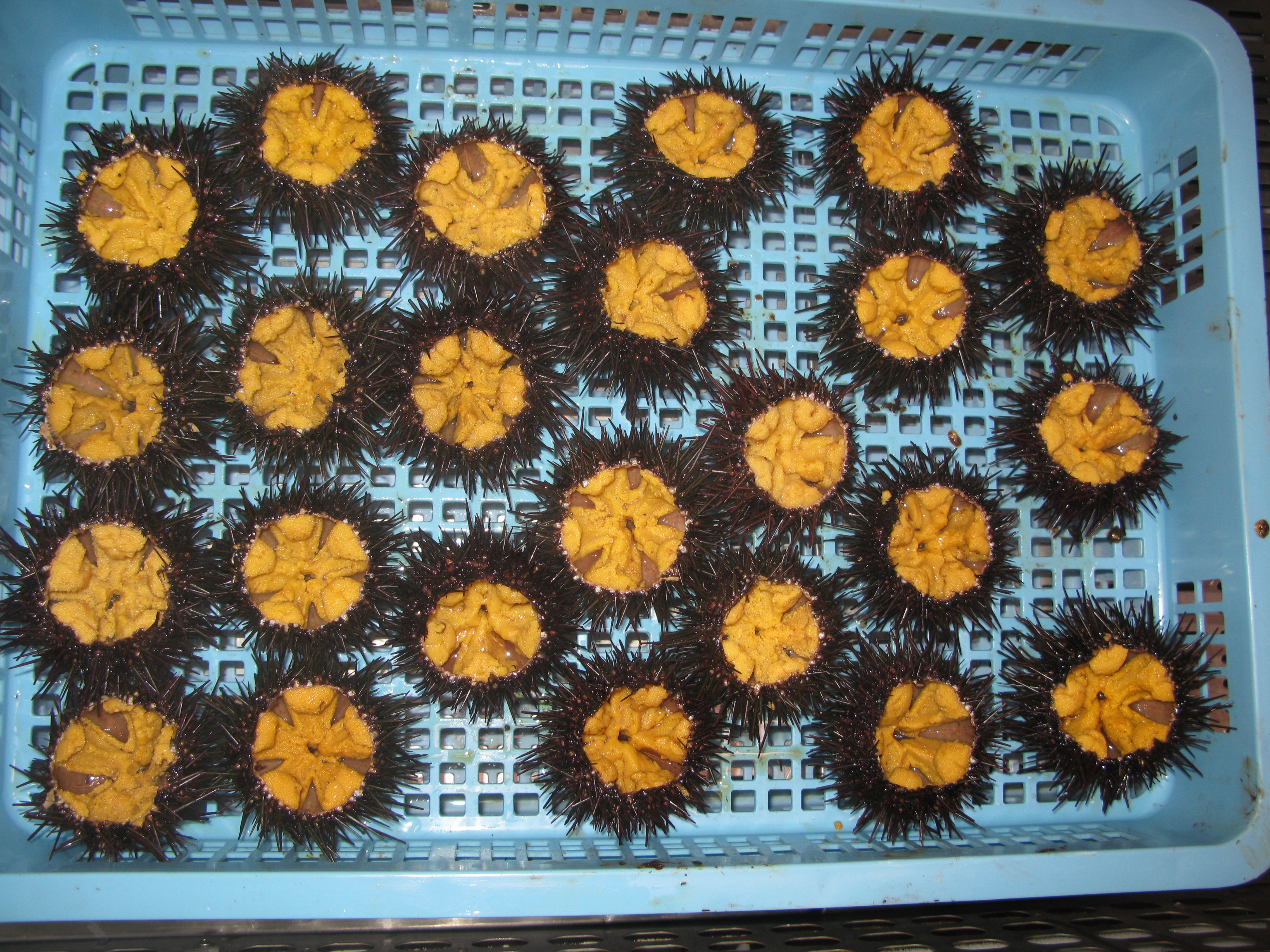
Barquette d'oursins préparés.
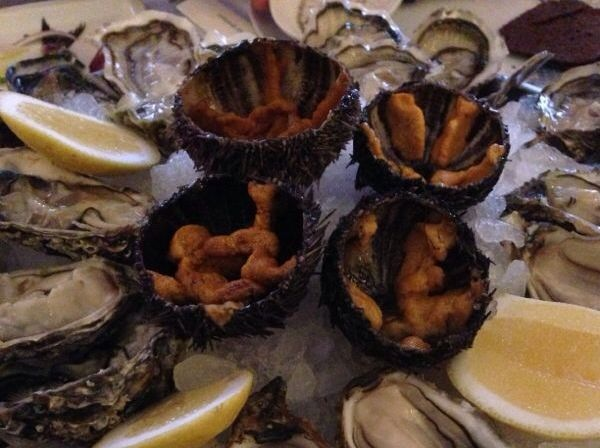
Oursins servis avec des huîtres.

## Réglementation

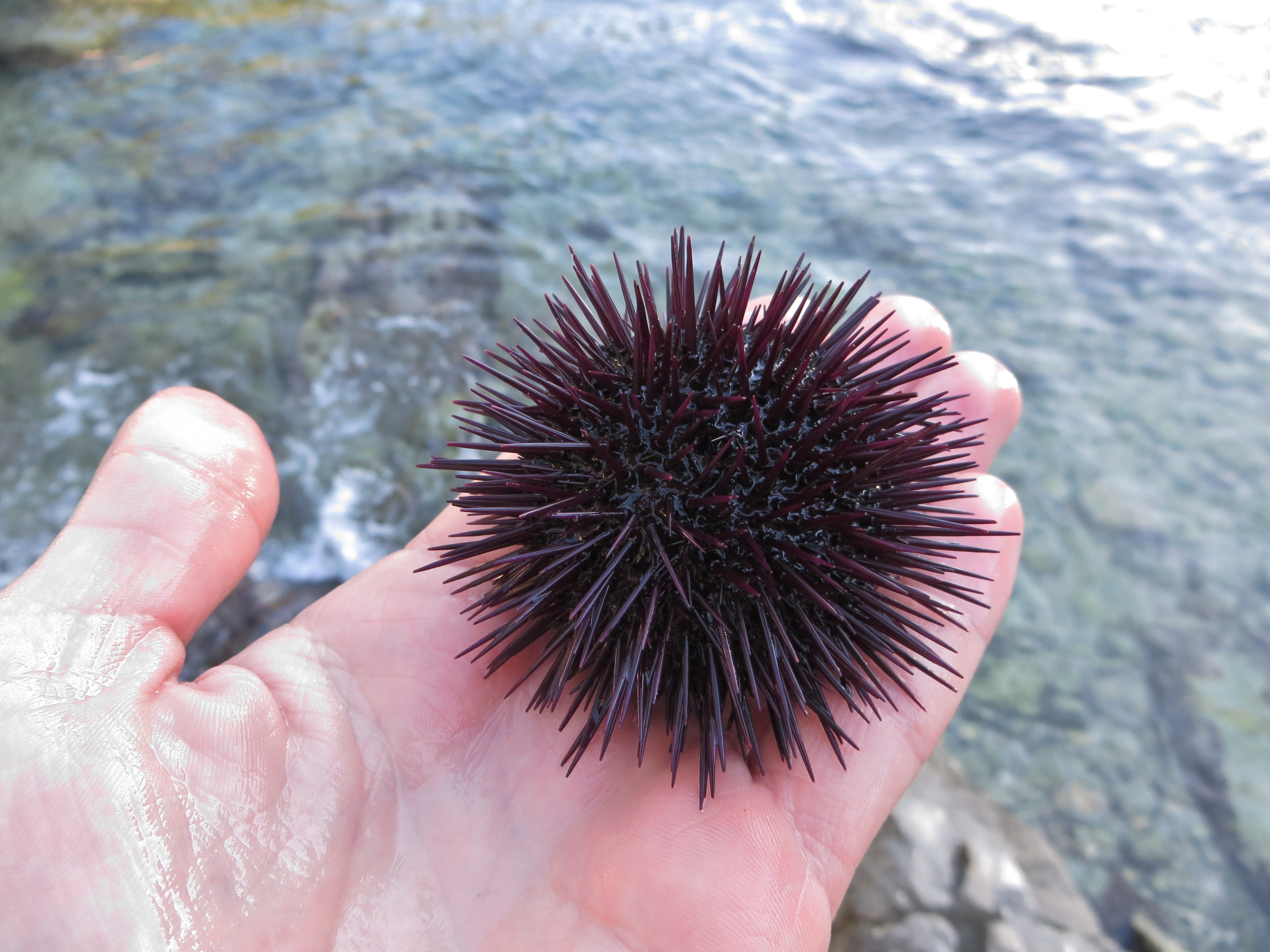
Oursin violet dans le Parc national des Calanques (Marseille/Cassis).

La récolte des oursins pour la consommation ou la récolte professionnelle est strictement interdite entre avril et novembre pour les Bouches-du-Rhône et de avril à décembre pour le Var et les Alpes-Maritimes (arrêté préfectoral n°R93-2021-09-29-0002). Mis à jour en 2021 et face à la raréfaction de la ressource, les pêcheurs professionnels du Var et des Alpes-Maritimes ont proposé d’aller au-delà de la réglementation nationale en repoussant l’ouverture de la pêche au 1er décembre. Ce nouvel arrêté s'applique en France métropolitaine et évite d'épuiser la ressource pendant la période de reproduction. À cette interdiction formelle s'ajoutent d'autres réglementations dépendant des espèces, des individus récoltants et des lieux.
L'oursin violet est par exemple protégé par la loi de 1852 sur l'exercice de la pêche maritime et le décret no 99-1163 du 21 décembre 1999 modifiant le décret no 90-618 du 11 juillet 1990, relatif à la pêche maritime de loisir. La réglementation définit « les personnes et navires professionnels titulaires d'un permis de mise en exploitation et titulaires d'un rôle ; la taille minimale de capture des oursins (fixée à 5 centimètres, sans les piquants) ; les périodes de pêche et les lieux de pêche ». Cette protection est renforcée localement par des arrêtés municipaux ou préfectoraux, et la quantité maximale d'individus récoltés par personne à l'eau est de quatre douzaines.
Malgré ces mesures, l'oursin violet a tendance à régresser sur certains segments des côtes méditerranéennes : en raison de la surpêche, il est désormais supplanté sur la Côte d'Azur par l'« oursin noir », sans intérêt culinaire. Cela a pour effet une modification de l'écosystème, ces espèces n'ayant pas les mêmes habitudes alimentaires.

## Élevage

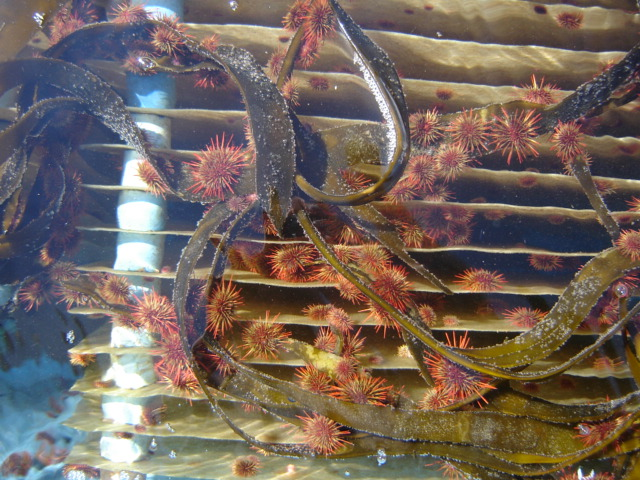
Élevage d'oursins du Chili (Loxechinus albus).

Face à la raréfaction des oursins sauvages dans les lieux où la pêche est intense (notamment au Japon), son élevage commercial s'est mis en place à l'imitation des élevages scientifiques puis récréatifs : c'est l'échiniculture,.
L'échiniculture se développe depuis les années 1980 en Europe (notamment en France sur l'île de Ré), mais aussi dans l'océan Pacifique et en Asie du Sud-Est, et peut se faire en bacs artificiels ou en conditions semi-naturelles. L'élevage en bâtiment permet de gérer l'ensemble des paramètres importants pour les oursins : température, salinité, pH, oxygène, lumière, nourriture... Les oursins y sont généralement nourris d'algues, les larves étant élevées à part dans un premier temps.
Fin 2013, une entreprise française peut produire environ 6 tonnes d'oursins frais par an. Les ventes sont réparties entre les oursins frais et la transformation (conserverie, préparations culinaires).

## Ailleurs dans le monde

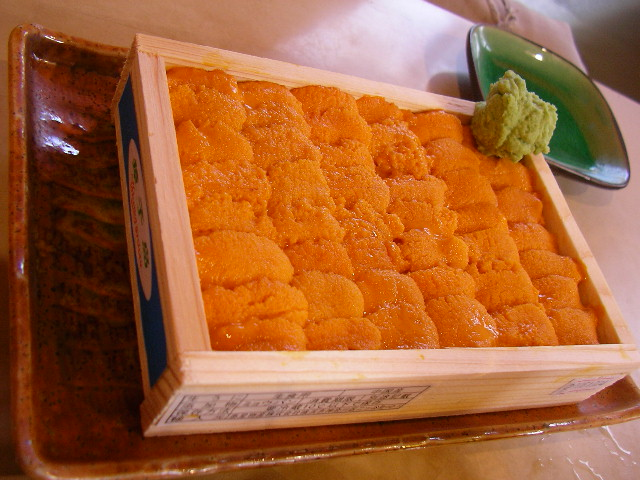
Corail d'oursins conditionné au Japon.

Les oursins sont consommés dans de nombreux pays côtiers, et notamment au Japon, où ils sont consommés en sushis et sashimis, appelés uni. Le Japon est de très loin le premier consommateur et le premier importateur mondial, engloutissant chaque année 97 % du commerce international d'oursins.
Aux Antilles et dans le bassin des Caraïbes, on consomme surtout des Tripneustes ventricosus (« chadron blanc ») et des Lytechinus variegatus (« oursin variable »).
Dans le Pacifique, les espèces les plus consommées sont Strongylocentrotus franciscanus (« oursin rouge géant » : Canada, Japon), Strongylocentrotus purpuratus (« oursin pourpre », États-Unis/Canada), Tripneustes gratilla (« oursin bonnet de prêtre », Philippines, Japon), Strongylocentrotus droebachiensis (« oursin vert » : Canada, États-Unis, Russie, Japon) et Loxechinus albus (« oursin du Chili » : Chili, Pérou).
En Nouvelle-Zélande, on consomme traditionnellement l'oursin local Evechinus chloroticus sous le nom de « Kina ».
En Australie, on consomme aussi les espèces Centrostephanus rodgersii, Heliocidaris tuberculata et Heliocidaris erythrogramma. En Chine, les trois espèces les plus exploitées sont Strongylocentrotus nudus, Strongylocentrotus intermedius et Heliocidaris crassispina.
En Corée, les découvertes archéologiques montrent que les oursins sont consommés depuis l'Antiquité.

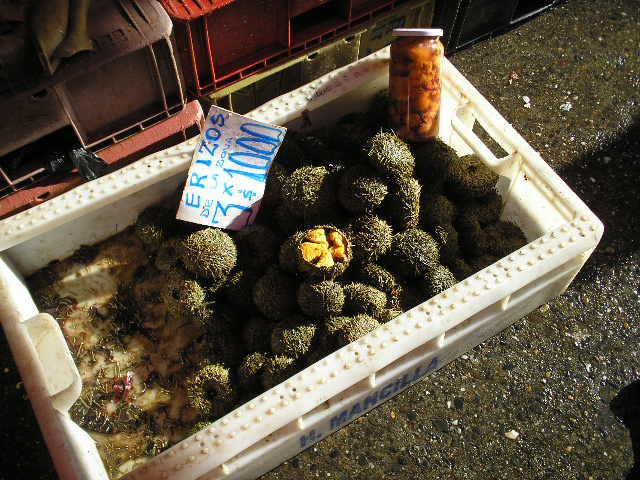
Vente d'oursins du Chili à la feria de Valdivia.
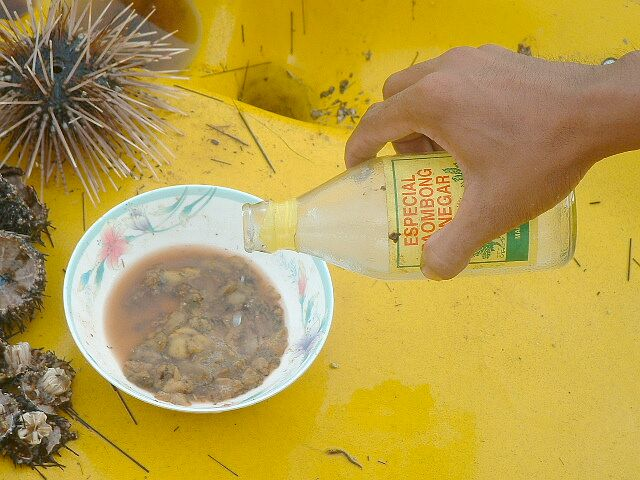
Préparation d'oursins aux Philippines.
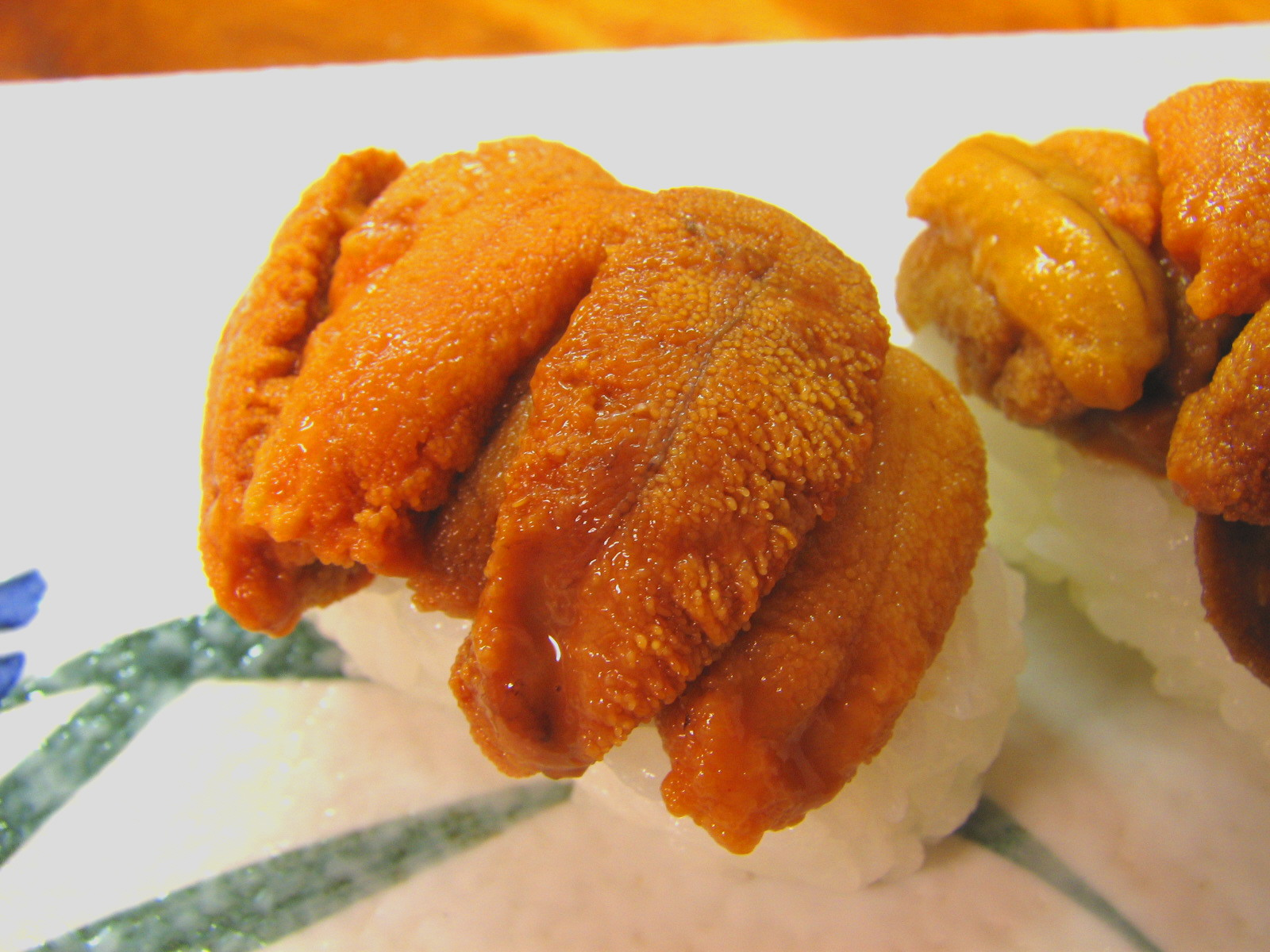
Oursins en sushi au Japon.

### Espèces consommées
Étonnamment, seul un nombre très restreint d'espèces est consommé dans le monde, alors qu'il ne semble exister aucune espèce toxique. Certaines espèces ont toutefois un goût plus ou moins agréable, ou des gonades plus ou moins généreuses, qui peuvent expliquer partiellement ce fait (notamment en Méditerranée entre l'oursin violet et noir, même si le second semble aussi parfois consommé par méprise). Toutes les espèces exploitées sont des espèces littorales vivant à faible profondeur, et il ne semble pas y avoir d'exploitation d'oursins irréguliers ou de cidaroïdes, même dans les zones où ils sont abondants.

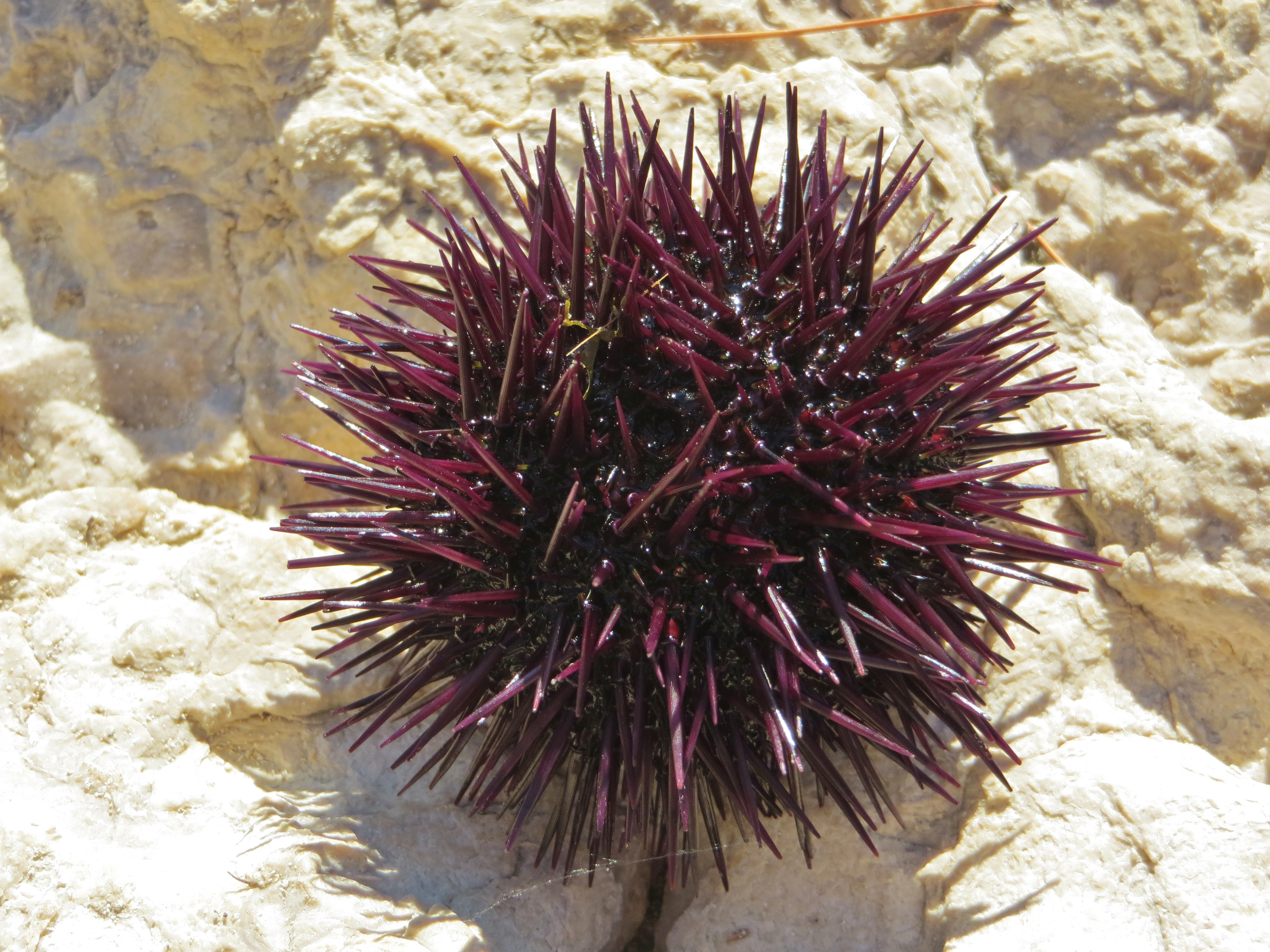
Oursin violet (Paracentrotus lividus), Méditerranée et Atlantique européen.
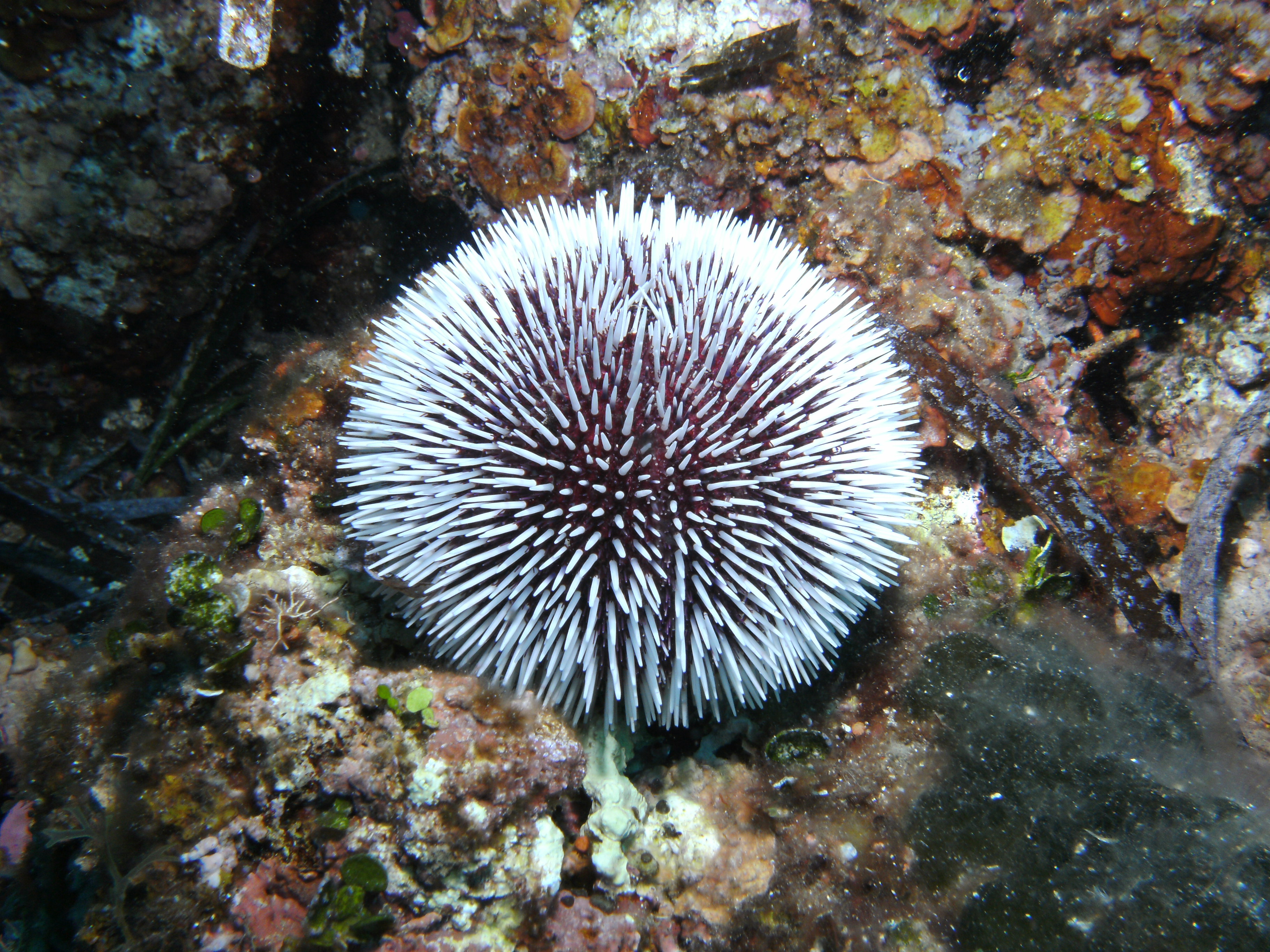
Oursin granuleux (Sphaerechinus granularis), Méditerranée et Atlantique Est.
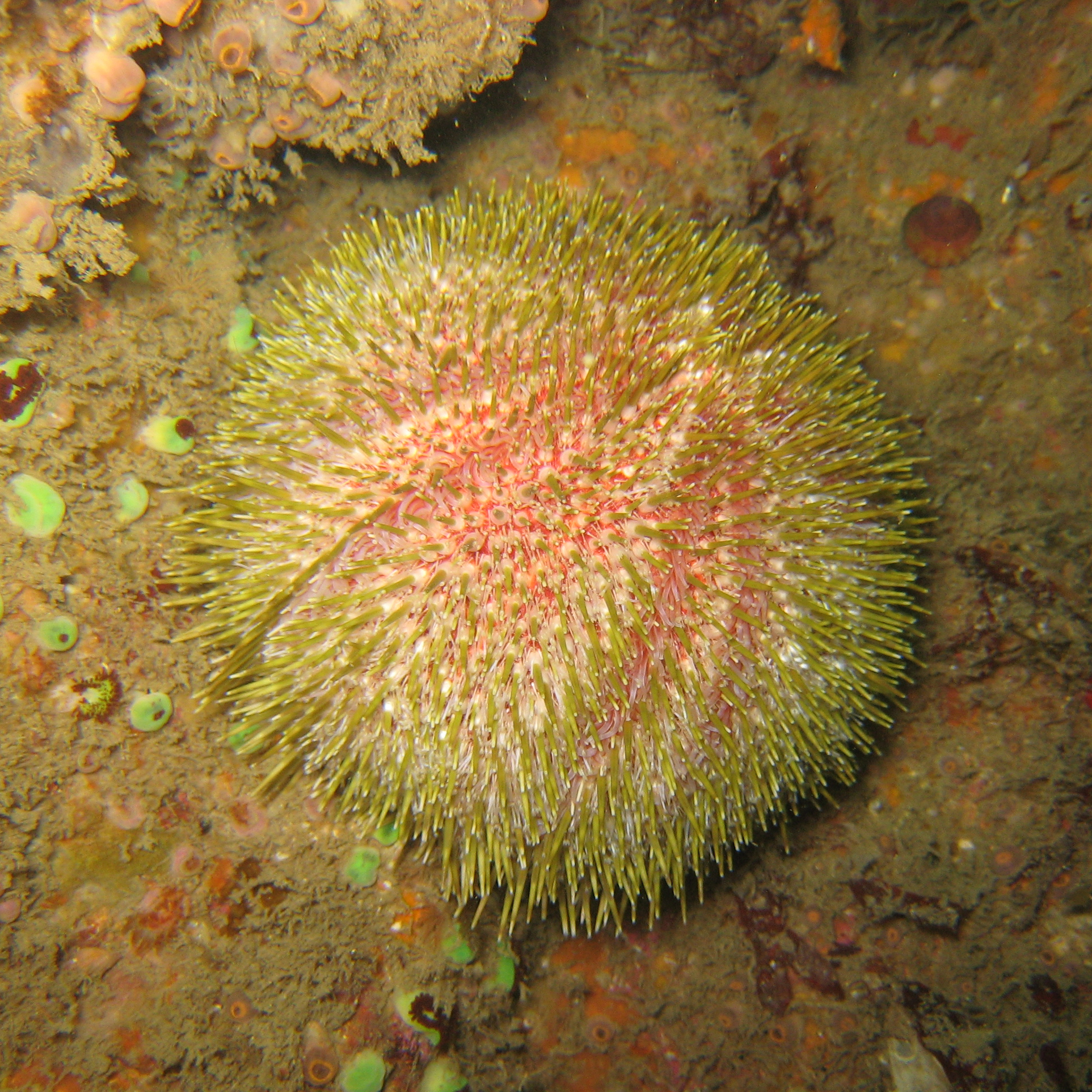
Oursin comestible ou globuleux (Echinus esculentus), Atlantique Nord-Est.
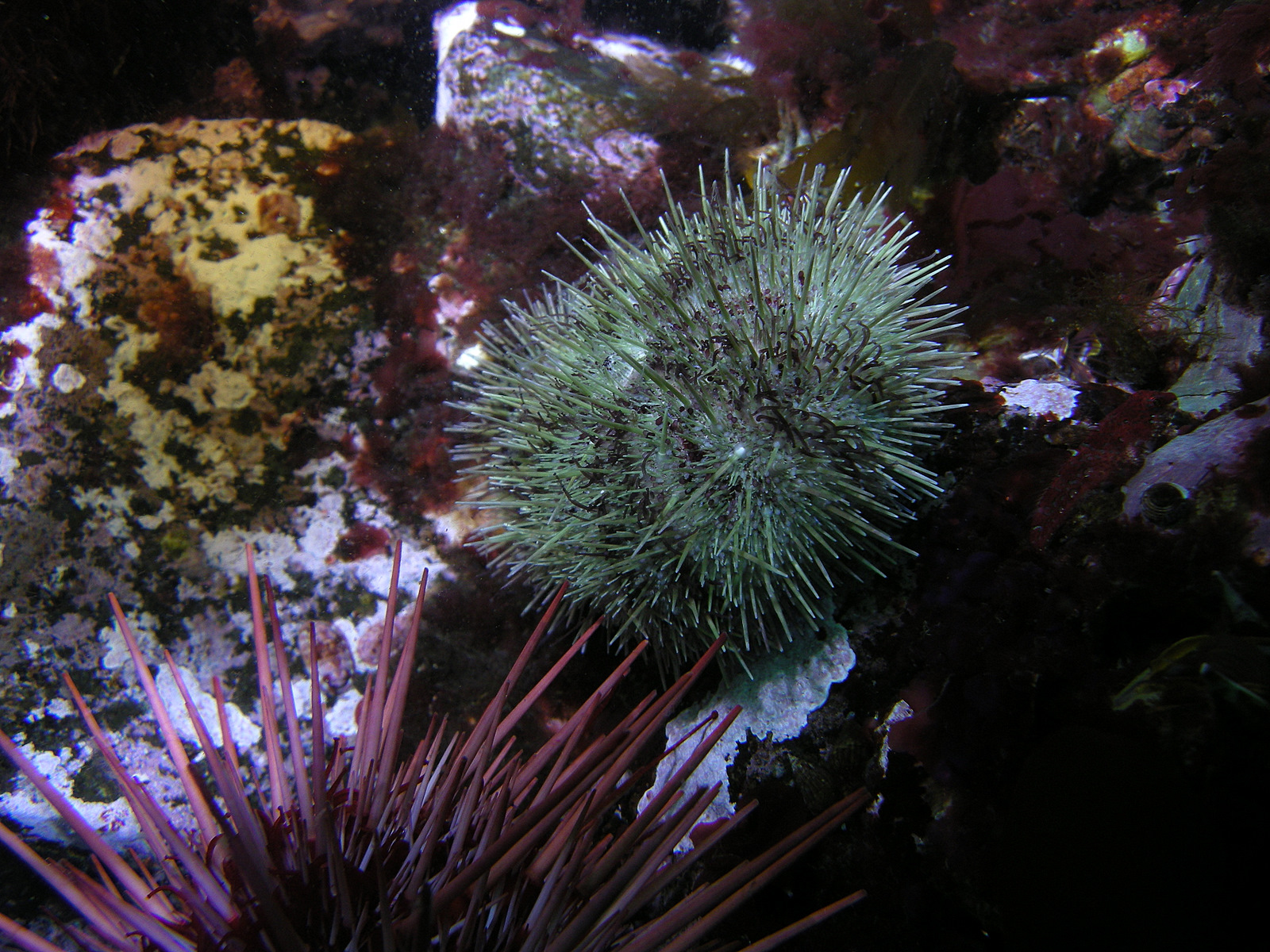
Oursin vert (Strongylocentrotus droebachiensis), mers froides de tout l'hémisphère nord.
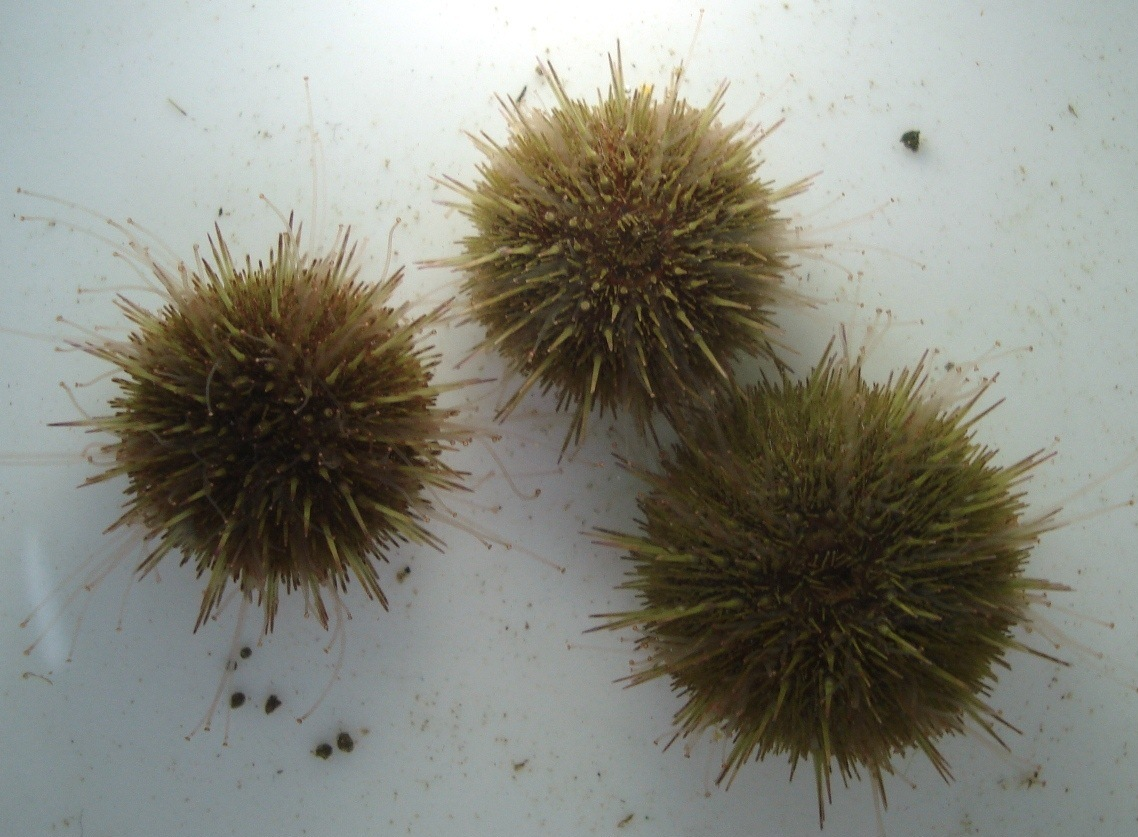
Oursin grimpeur (Psammechinus miliaris), Atlantique Nord et Méditerranée (pour sa sous-espèce).
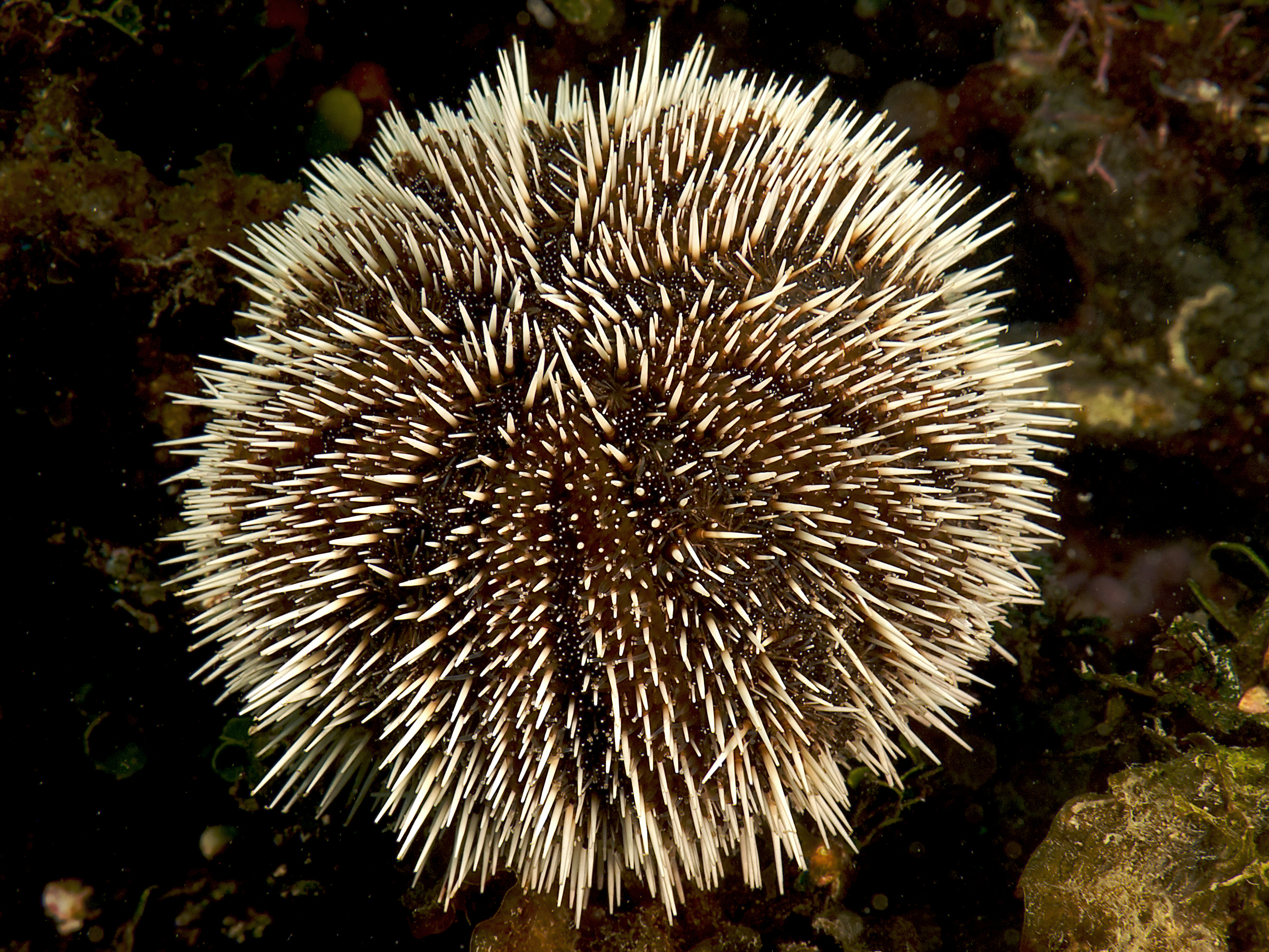
Chadron blanc (Tripneustes ventricosus), Atlantique tropical.
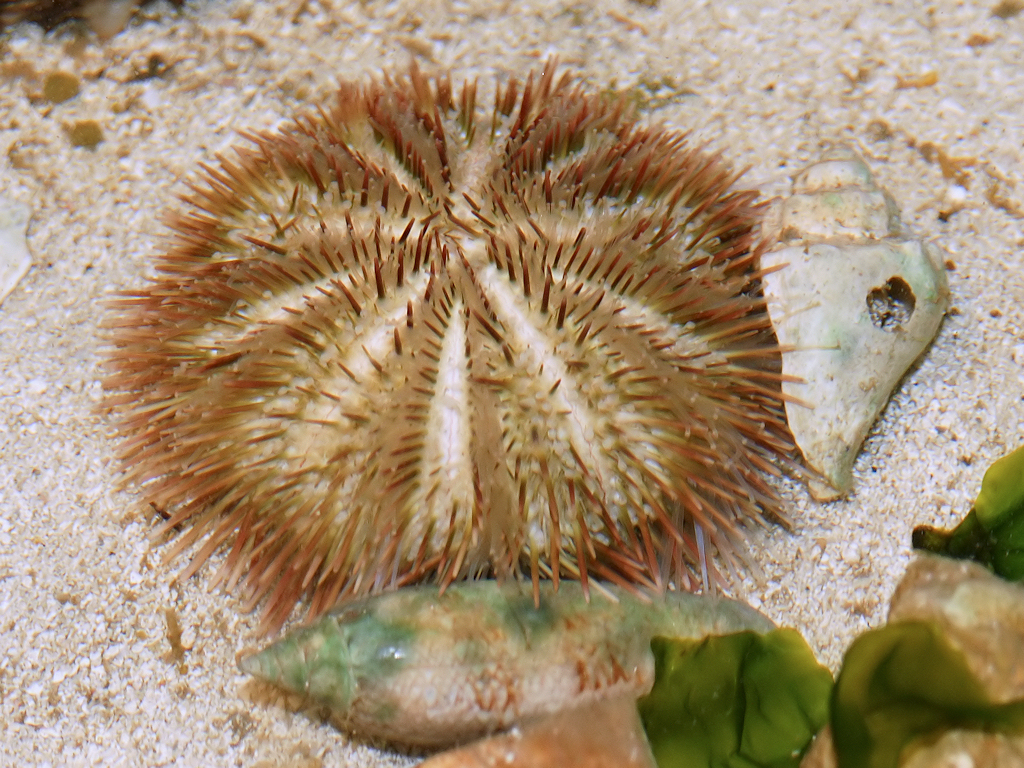
Oursin variable (Lytechinus variegatus), Caraïbes.
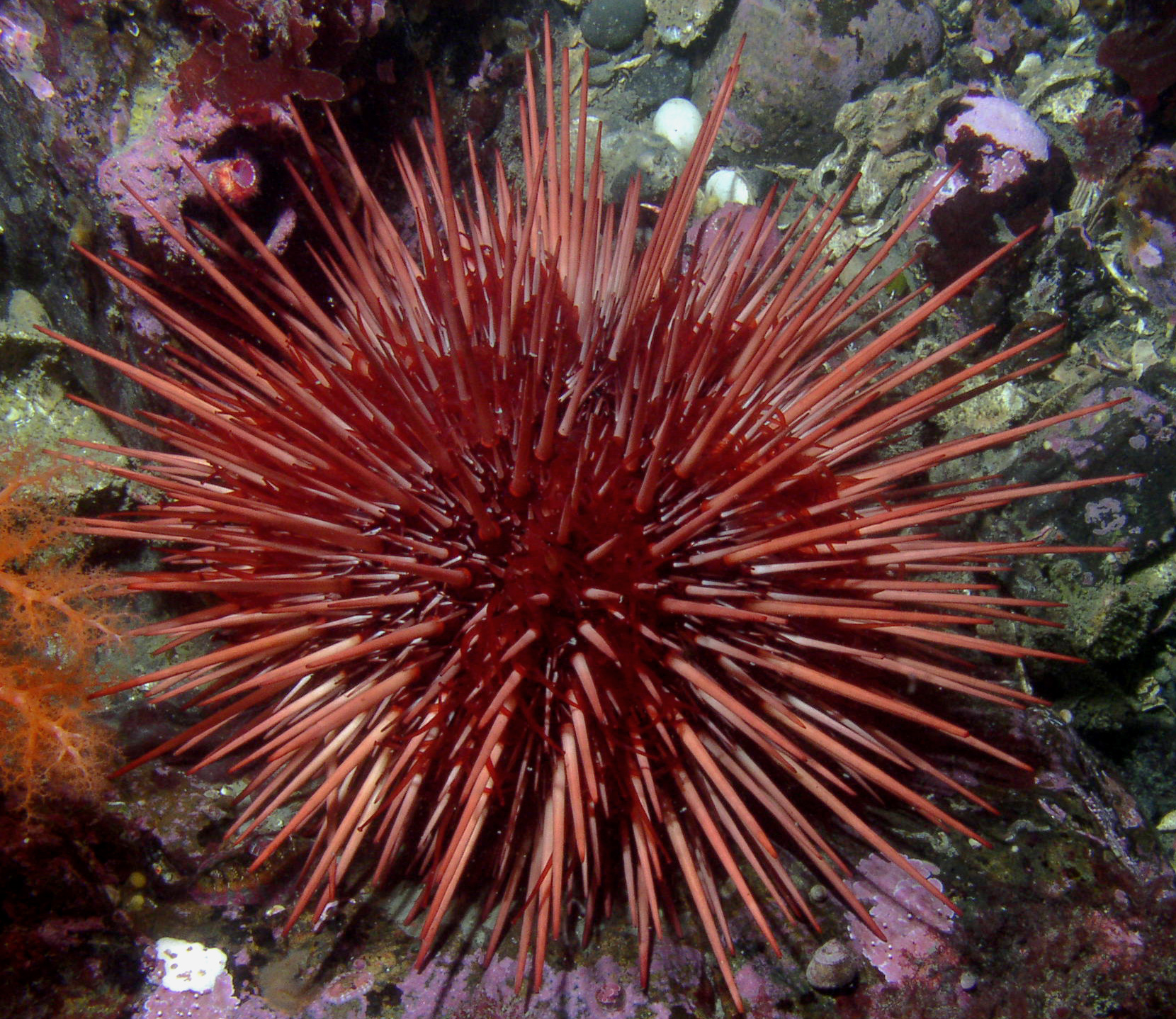
Oursin rouge géant (Strongylocentrotus franciscanus), Pacifique Est.
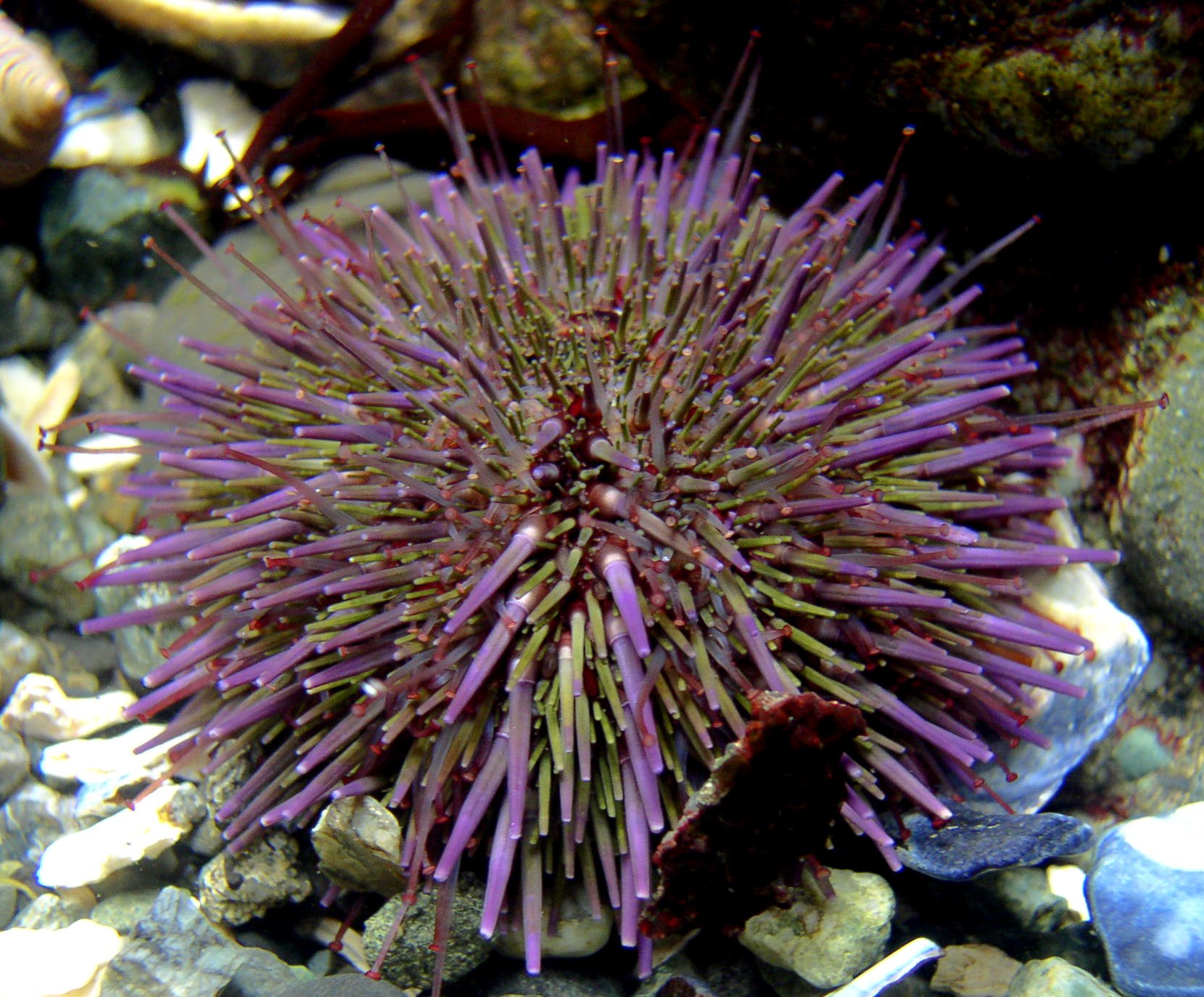
Oursin pourpre (Strongylocentrotus purpuratus), Pacifique Nord-Est.
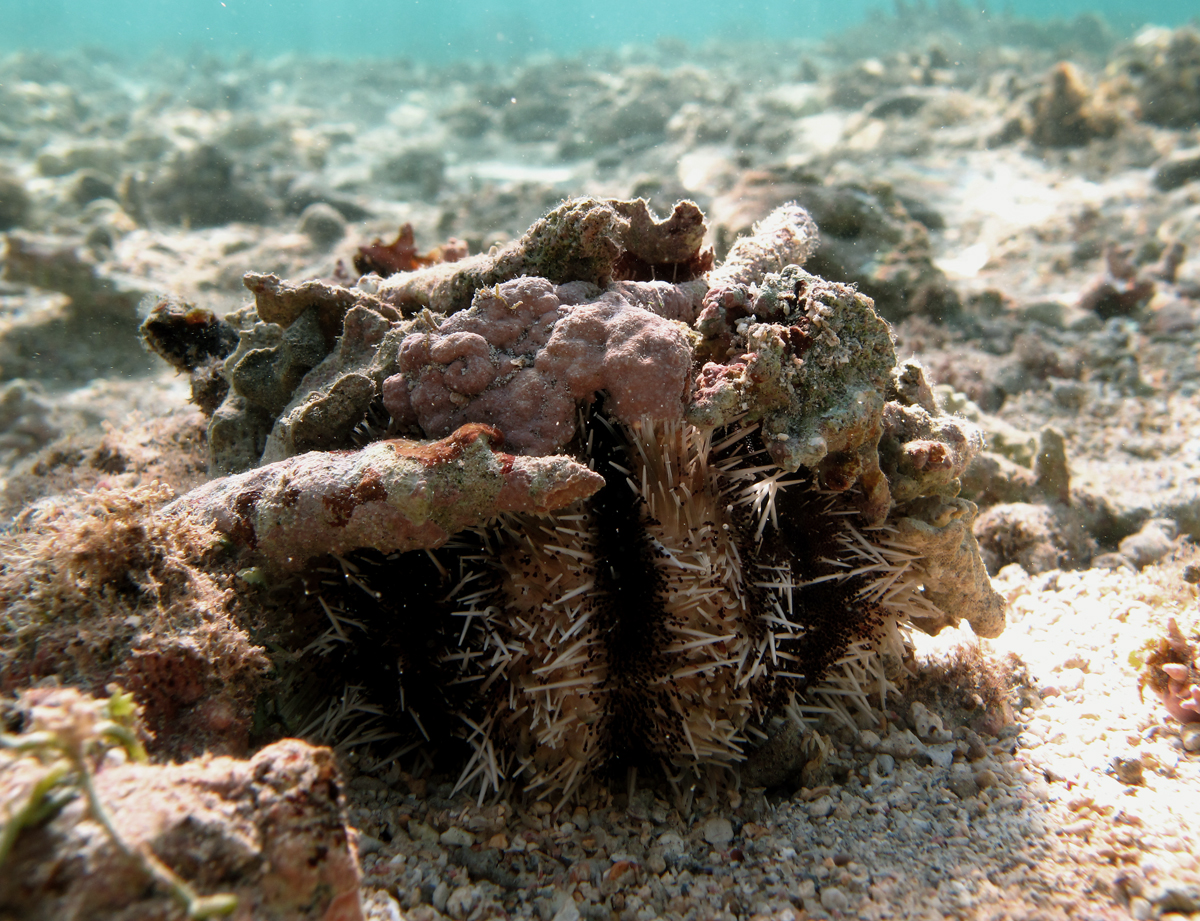
Oursin mitre (Tripneustes gratilla), Indo-Pacifique tropical.
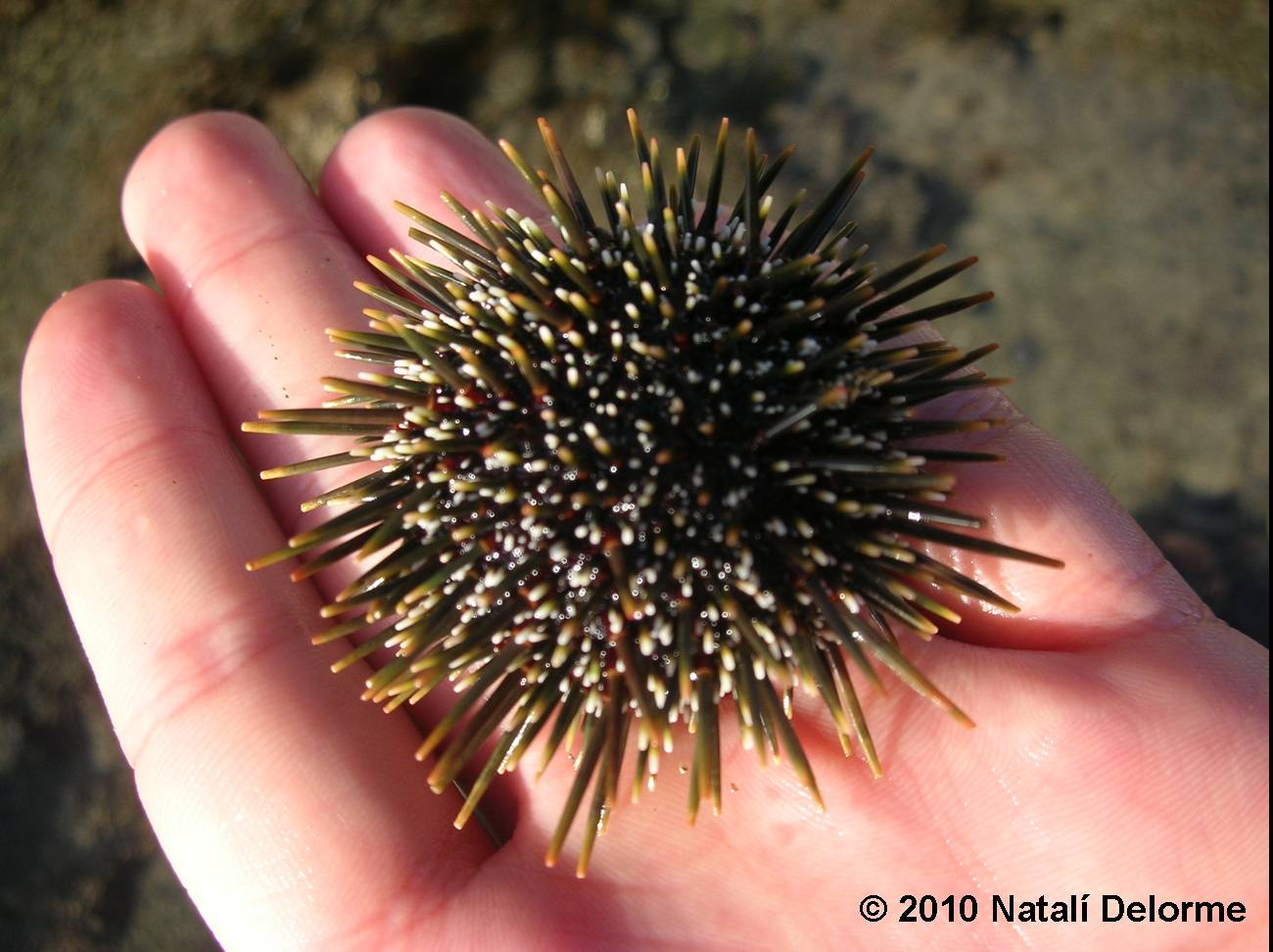
Kina (Evechinus chloroticus), Nouvelle-Zélande.
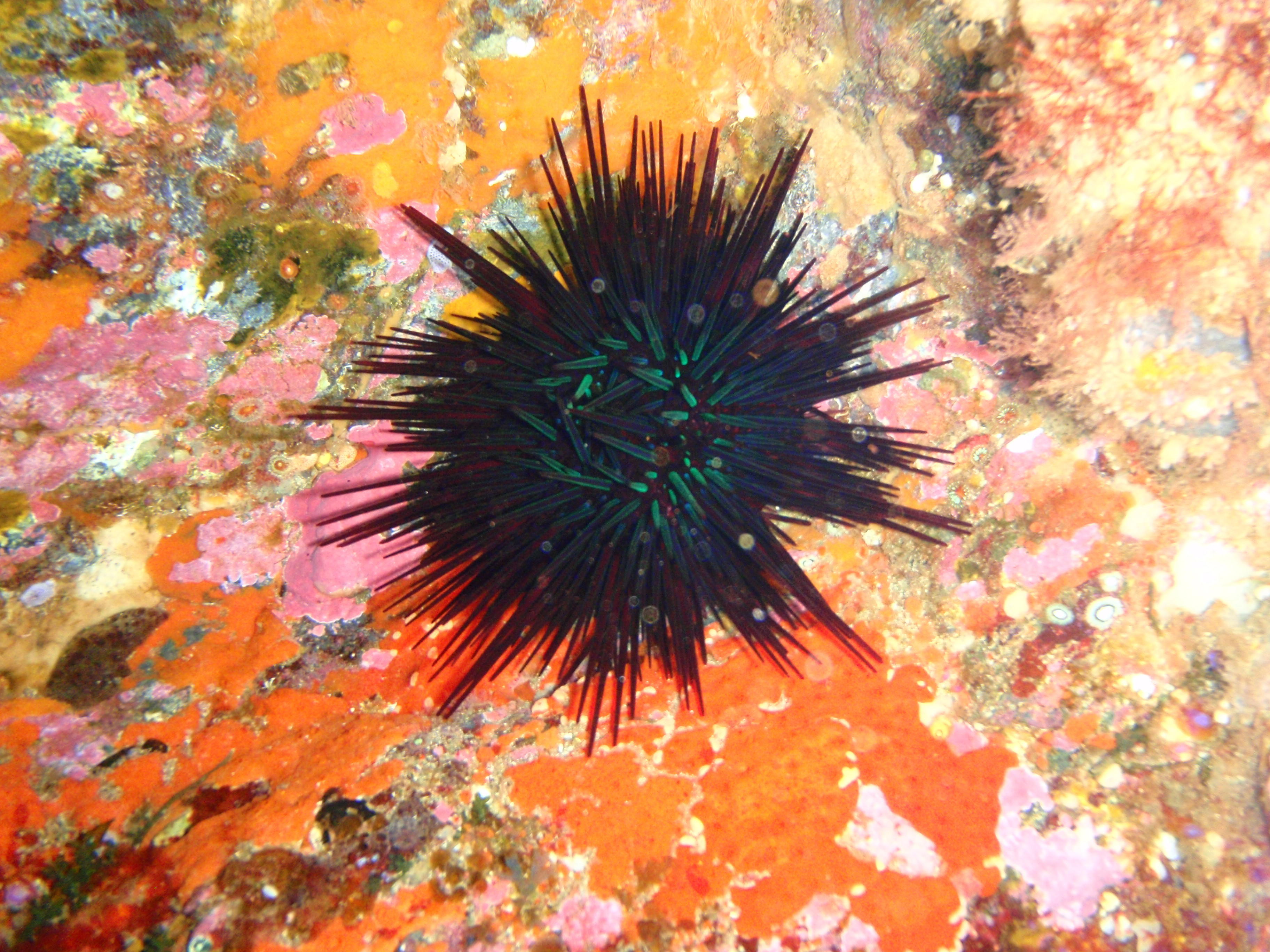
« Purple urchin » (Centrostephanus rodgersii), Pacifique Sud-Ouest.
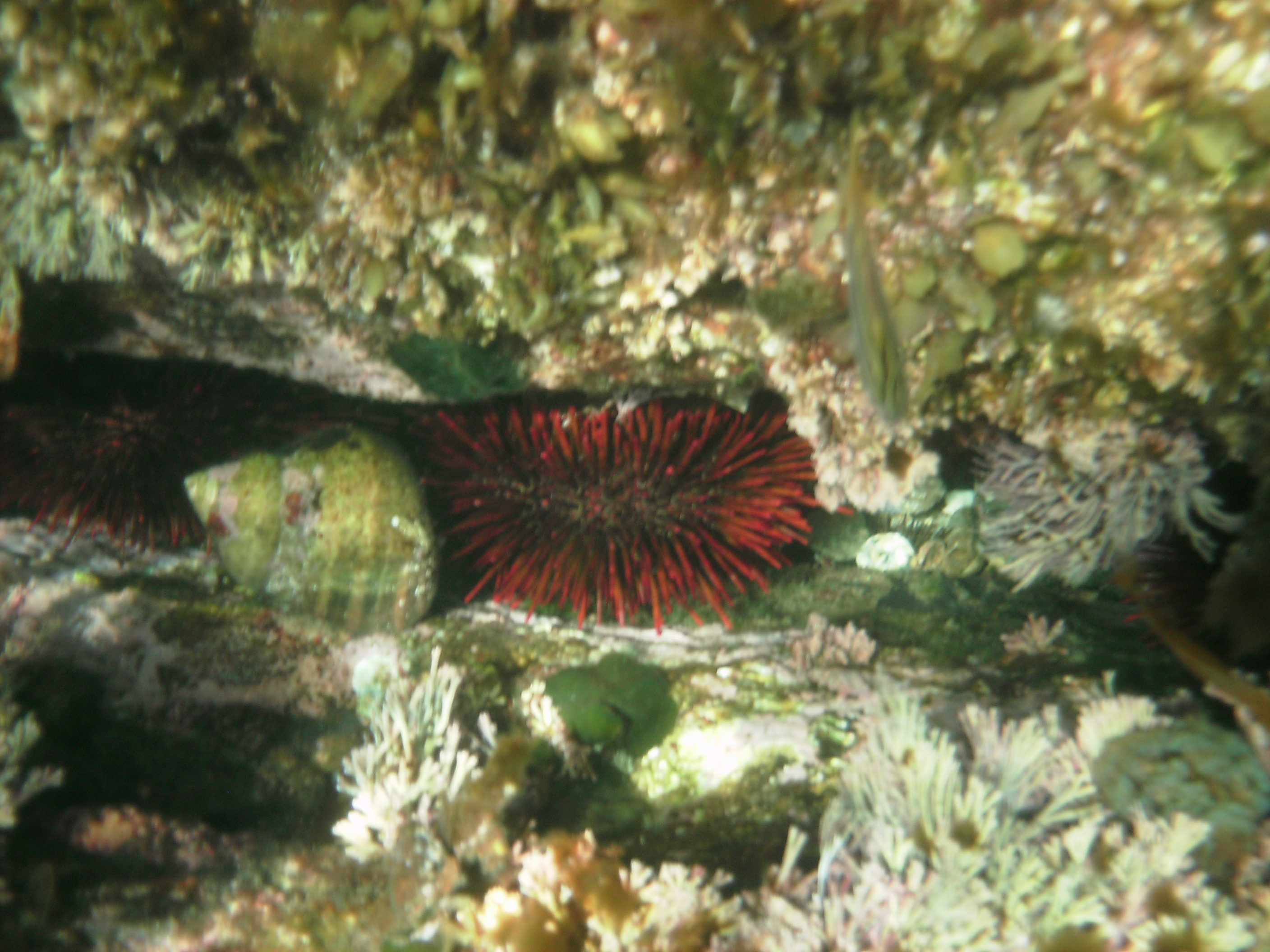
« Red tipped urchin » (Heliocidaris tuberculata), Australie et Nouvelle-Zélande.

## Dans la culture

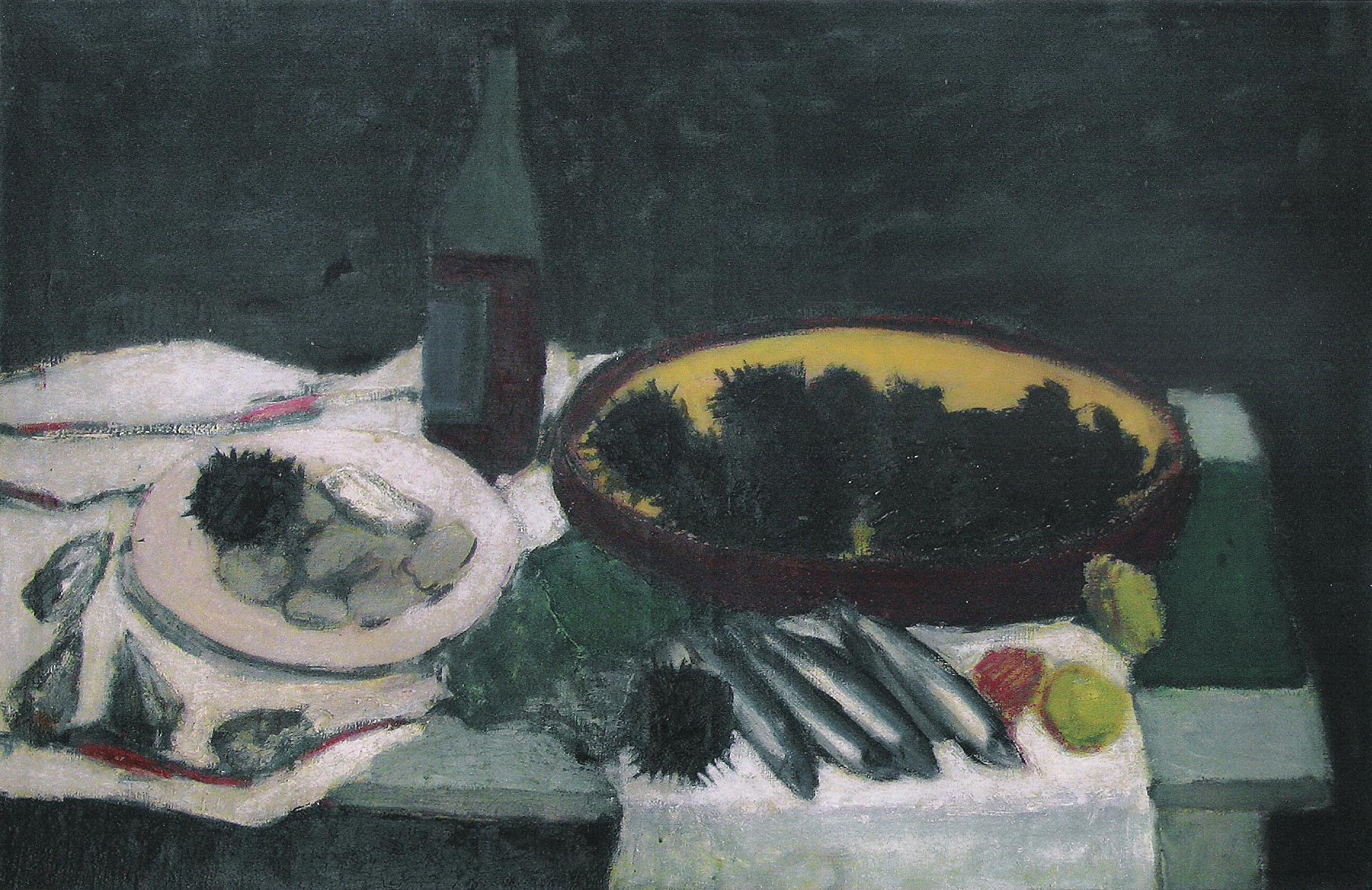
Nature morte aux oursins de Thanassis Stephopoulos.

En gastronomie, l'oursin est aussi appelé « hérisson de mer », « châtaigne de mer » ou « œuf de mer ».
Cette dernière appellation est glosée par Victor Hugo dans son roman de 1866 Les Travailleurs de la Mer : « C’est en ces alvéoles que les chercheurs de fruits de mer le trouvent. Ils le coupent en quatre et le mangent cru, comme l’huître. Quelques-uns trempent leur pain dans cette chair molle. De là son nom, œuf de mer. »
Selon Marcel Pagnol, « si l'on jugeait les choses sur les apparences, personne n'aurait jamais voulu manger d'oursin. »
Le peintre Salvador Dalí a immortalisé les oursinades dans plusieurs tableaux.